# 桃叶珊瑚苷
桃叶珊瑚苷是一种有机化合物，化学式为C15H22O9，属于单萜糖苷中的环烯醚萜葡萄糖苷，常见于植物中，起到防御作用。